# Farkas Jenő (táncpedagógus)
Farkas Jenő (Budapest, 1926. december 21. – Budapest, 2011. január 3.) táncpedagógus, táncmesterek tanulmányvezető tanára, nívódíjas koreográfus.

## Életpályája
Édesapja szintén tánctanár volt 1920-tól.
1946–47-ben az akkor alakult első Demokratikus Tánctanárképzőn tanult. Mesterei voltak:
az 1800-as évek táncaiból Günther Rezső a régi táncok legnagyobb ismerője, az iskola igazgatója;
a balett szakágon Nádasi Ferenc, az Operaház balettmestere, majd balettigazgatója, később Kossuth-díjas; jazztánc szakágon Missley Anna, az Operaház prímabalerinája; színpadi és sztepptáncból Utassy Gizi, a kor szórakoztató iparának legkitűnőbb koreográfusa; társastánc szakágon Gyenes Rudolf, az akkori idők legkiválóbb táncmestere; néptánc szakágon Kovács Klára elismert táncpedagógus; ritmikából pedig Szabó Károly táncpedagógus.
Zeneelméleti oktatásban is részesült, amelyet a Zeneakadémia tanárai prezentáltak.
Diplomáját 1947 júniusában osztályelsőként, színjeles minősítéssel kapta meg.
1947. szeptember 1-jén Szving Palota néven nyitotta meg első tánciskoláját a Budapest, XIII. kerület, Visegrádi u. 3. szám alatt, majd 1948–49-ben Sopronban működtetett nagy sikerű tánciskolát. Az 1950–1953 évek között tartó sorkatonai szolgálata alatt, hadosztály kultúrvezető volt. Kiemelkedő munkája eredményeként tanulmányi engedélyt kapott, így végezhette el 1951-ben a Népművelési Intézet által fenntartott bentlakásos Alsógödi Néptánc Főiskolát tanulmányi eredményéért járó kitüntetéssel.
1953-tól 1957-ig különböző vállalatok és gyárak (Esztergomi Szerszámgépgyár, Dorogi Erőmű, stb.) néptánccsoportjait vezette. Az egész országot bejárva oktatta a magyar tánckultúrát, sikeres néptánc koreográfiákat készített.
1954 és 1955 között visszatért a társastánchoz és a Kapás utcai tánciskola munkaközösségének tagja volt.
1957-ben tanulmányvezető tanára lett a Népművelési Minisztérium néptáncoktatók részére tartott táncmesteri átképző tanfolyamnak. Itt végeztek ebben az időben: Varjasi Rezső, Koltai Ottó, Szerdahelyi Tünde, később mind elismertté vált táncmesterek.
Ugyanezen év szeptemberében nyitotta meg a Budapesti Tánc Stúdiót, amely a havonta 300–400 új tanítvány felvételével az ország leghíresebb tánciskolája lett. 1972-ig, megszakítás nélkül működött. Válogatásának köszönhetően az akkor még fiatal, később világhírűvé lett jazz-zenészek (Pege Aladár, Szakcsi Lakatos Béla, Fogarasi János, Ungár István, Szele Tibor, Balogh Csibe Jenő, Ablakos Lakatos, Pecek) játszottak a Budapest Tánc Stúdió össztáncain. A hétvégenként sokszor kialakult jam sassionok (örömzenélések) során a tánciskola zenei klubbá vált.
Több filmnek a koreográfusa és szereplője volt (Gyalog a mennyországba, Patyolat akció, Madárkák, a Szabad? című kisfilm – amely részben a budapesti tánctanárok munkásságát mutatta be, és a bemutatók előtt az ország összes mozija levetítette.) Szinkronszínészként is működött, és együtt dolgozott Latinovits Zoltánnal is.
1959-től, egy éven át, hetente a Kossuth Rádió Tánciskola című műsorát vezette, amelynek keretein belül illemoktatás is volt.
1962-ben megszervezte az első Budapesti Táncversenyt, amely a Sportcsarnokban került megrendezésre, és amely versenyt Osváth Jóska és Dobozi Éva nyerték meg.
A Budapest Tánc Stúdió tagjaiból ez időben alakította meg az ország első formációs tánccsoportját, amely formációs tánc azóta versenyforma lett. Ezzel a formációs tánccsoporttal bejárta az egész országot. Nevéhez fűződik a bálnyitó bécsi keringő koreográfiájának megalkotása, amelynek leírása a Népművelési Intézet kiadásában jelent meg.
Létrehozta a szaloncsárdás fogalmát, amely szerint az báli ruhában táncolt magyar néptánc. Ily módon közelebb került a városi emberekhez a néptánc. Kezdeményezésére indult el a szombathelyi  Savaria Táncverseny és a székesfehérvári Jazz Fesztivál.
Vezette a Magyar Televízió Tánciskola című műsorát, de a táncokat és a táncosokat is ő tanította be. A műsor 1964-től 1966-ig tartott, de ezenkívül is rendszeresen készített koreográfiákat a Televízió részére. A Magyar Rádióban a Stúdió 11 zenekarral is együtt dolgozott.
A Népművelési Intézet felkérésére 1965-ben elkészítette a kezdő és haladó tánctanfolyamok tematikáját, ami könyv formátumban is megjelent. Mivel nemzetközi tánc-sportbírói végzettséggel is rendelkezett, 1966-ban a Varsói Nemzetközi Táncverseny bírájának kérték fel. Együtt bíráskodott Alex Moore-ral, akitől szakmai elismerésként dedikált versenytánc tematikát tartalmazó könyvet kapott ajándékba.
A Budapesti Tánc Stúdió 10 éves fennállása alkalmából (1967) a MOM Művelődési Házban szépségversennyel egybekötött gálaműsort szervezett. Erre az alkalomra alkotta meg a Hobbi nevű modern társastáncot, melyet a Tükör című hetilap fényképekkel illusztrálva közölt le.
Egy évvel később 1968-ban megszervezte az első balatoni szépségversenyt, mely a Budapesti Tánc Stúdió, a Pannónia Vendéglátó Vállalat, valamint a Budapesti Pezsgőgyár közreműködésével került megrendezésre. A nyertes Berkes Zsuzsa volt, aki később neves tv-bemondónő lett.
1969-ben társastánc-oktató lemezt készített a Magyar Hanglemezgyártó Vállalattal. Részt vett a zenei szerkesztésben és szöveget írt Fenyvesi Gabi énekesnő számára.
A beatzene térhódításával 1972-ben a tánciskolák látogatottsága erősen visszaesett, így két évvel később a Budapesti Tánc Stúdió bezárta kapuit, helyén ma óvoda működik.
Mivel 1967 után színpadi és jazztánc koreográfiákat készített, ezért 1972-től 1980-ig a Budapesti Maxim Varieté vezető koreográfusa lett. Ez idő tájt alakította meg a Fővárosi Nagycirkusz balettkarát is, és több cirkuszművésznek nyújtott segítséget produkcióik elkészítéséhez.
1980-tól 1990-ig több hazai és külföldi varietészínház, illetve szálloda számára készített koreográfiákat és műsorokat.
1984-ben tematikája, betanítása, színészvezetése és munkamódszere alapján készült el az Én táncolnék veled című tv-sorozat.
A Magyar Televízió Nívódíjjal tüntette ki.
Szerteágazó tehetségű ember volt, a táncművészet minden ágában kiemelkedő tanári teljesítményt nyújtott, magas fokú művészi és vezetői képességekkel is rendelkezett. Lerakta a magyar táncsport alapjait, fontos szerepe volt a magyar társastánc pedagógusképzésében is.

## Filmek
- Gyalog a mennyországba
- Patyolat akció
- Madárkák
- Szabad?

## Könyvek
- Kezdő és haladó tánctanfolyamok (1965)
- Ungár István: A csevegő szakszofonos (2003)

## Hanglemezek
- Tánctanfolyam kezdőknek (1969) LPX 17402
- Táncoljon velünk (1969) LPX 17403

## Televízió
- Én táncolnék veled